# Прапор НДР
Прапор Німецької Демократичної Республіки, або Прапор Східної Німеччини — офіційний символ Німецької Демократичної Республіки, яка існувала протягом 1949—1990 років. Офіційно затверджений 1 жовтня 1959 року.
Прапор являє собою прямокутне полотнище з трьома рівновеликими горизонтальними смугами чорного, червоного і жовтого кольорів із співвідношенням ширини до довжини 3:5. По середині прапора розміщено емблему Німецької Демократичної Республіки — молот та циркуль на червоному диску, обрамлені пшеничним вінком. Вінок, молот і циркуль уособлюють селянство, робітничий клас та інтелігенцію відповідно, тоді як червоний диск символізує комунізм.
Протягом 1949—1959 років у НДР офіційно використовувався триколор без емблеми ідентичний тому, що використовувався й у ФРН.